# Cortina fumogena

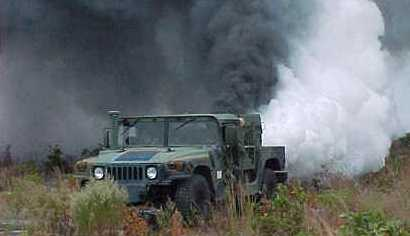
Una Humvee dell'U.S. Army rilascia una cortina fumogena

La cortina fumogena è una tecnica di difesa nell'arte militare che consiste nello stendere uno schermo di fumo che cela i movimenti di mezzi o uomini, al nemico.
I primi carri armati che potevano generare cortine fumogene, semplicemente iniettavano olio nel motore, che bruciando, produceva un denso fumo bianco.
Nel campo navale, alcune navi erano fornite di generatori di fumo chimico (tipicamente i cacciatorpediniere e alcuni incrociatori leggeri). Le cortine di fumo chimico erano molto più dense del normale fumo e davano una maggior protezione a tutte le navi dietro di esse.
Le cortine di fumo erano generabili anche grazie a particolari tipi di munizioni fumogene che potevano essere sparate con i cannoni generando così densi banchi di fumo sul settore di battaglia a seconda delle necessità.
Una cortina fumogena è una nuvola di fumo creata per mascherare il movimento o la posizione delle unità militari quali fanteria, i carri armati, i velivoli o le navi. È più comunemente sganciata in una scatola metallica, solitamente una granata. La granata libera una nube molto densa di fumo destinata a riempire la zona circostante anche con vento leggero. Sono anche usate dalle navi. Considerando che le cortine fumogene originalmente sarebbero state utilizzate per nascondere il movimento dalla vista del nemico, la tecnologia moderna ha sviluppato ora nuove forme; fumogeni che possono avere effetto nell'infrarosso così come nello spettro del visibile così da impedire la rilevazione dai sensori o dai visori infrarossi; inoltre sono disponibili fumogeni per i veicoli in una forma superdensa usata per impedire ai fasci laser dei designatori nemici di inquadrare l'obiettivo.

## Tecnologia

### Granate fumogene

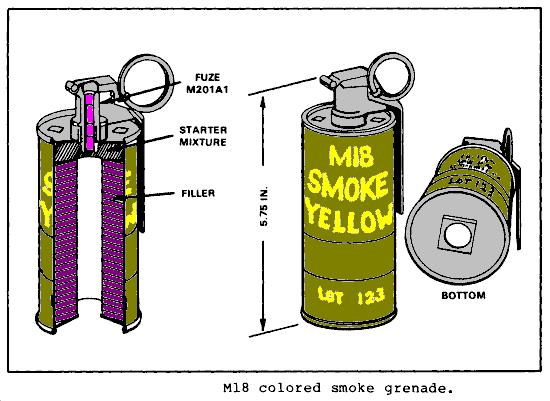
Granata fumogena

Queste sono granate utilizzate come dispositivo di segnalazione terra-terra o terra-aria. Il corpo consiste di un cilindro di metallo in lamiera di acciaio con alcuni fori per l'emissione sulla parte superiore e sulla parte inferiore per permettere il rilascio del fumo quando il composto fumogeno viene bruciato. In quelli che producono fumo colorato, il riempitore consiste in 250 - 350 grammi (rosso, verde, giallo o viola) di miscela colorata del fumo (principalmente clorato di potassio, bicarbonato di sodio, lattosio e una tintura). Un altro tipo di granate di fumo sono quelle esplosive. Queste sono riempite di fosforo bianco (WP), sparso tramite azione esplosiva. Il fosforo prende fuoco in presenza di aria e brucia con una fiamma gialla brillante, mentre produce un copioso volume di fumo bianco (pentossido di fosforo).

### Granate d'artiglieria fumogene
L'artiglieria e i mortai possono spesso sparare munizionamento che genera fumo, e questi sono la principale origine delle cortine fumogene tattiche sul campo. Così come per le granate, anche le granate d'artiglieria sono disponibili sia come granate per l'emissione di fumo che come granate fumogene esplodenti. I mortai quasi sempre usano proiettili fumogeni esplodenti per via della minore dimensione del proiettile di mortaio e della maggiore efficienza dei proiettili esplodenti.

### Generatori di fumo
Cortine fumogene molto grandi o creata per molto tempo, sono prodotte da generatori di fumo. Questa è una macchina che scalda del materiale volatile (tipicamente olio o una mistura a base d'olio) fino a farlo evaporare.